# Oleandra annetii
Oleandra annetii är en ormbunkeart som beskrevs av Marie Laure Tardieu.
Oleandra annetii ingår i släktet Oleandra och familjen Oleandraceae. Inga underarter finns listade i Catalogue of Life.